# صفينة (فطريات)

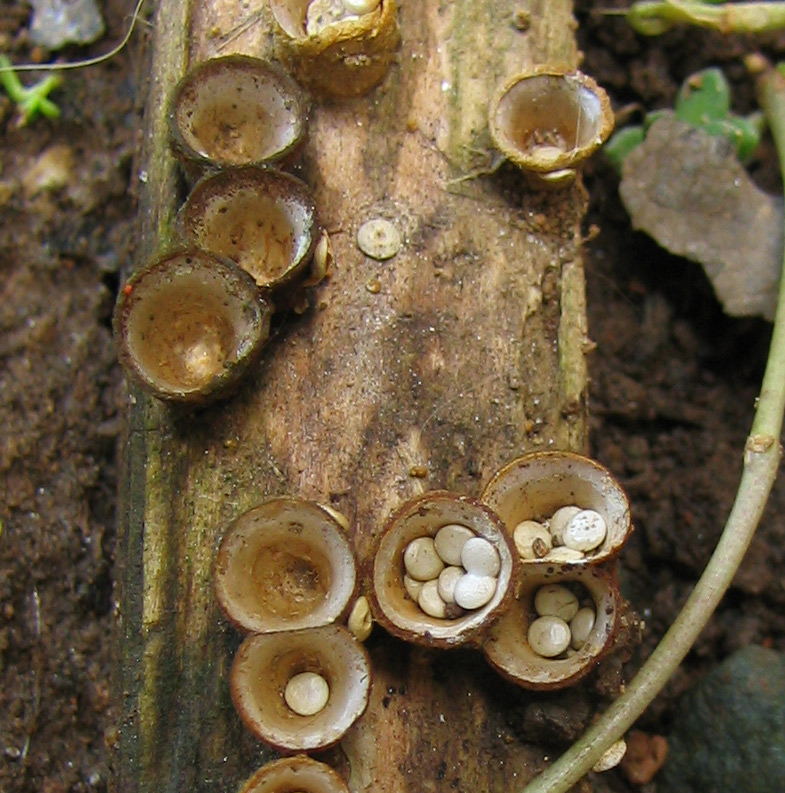
الطبقة الخارجية من فطر "عش الطائر" هذا (Crucibulum laeve) هي الصفينة.

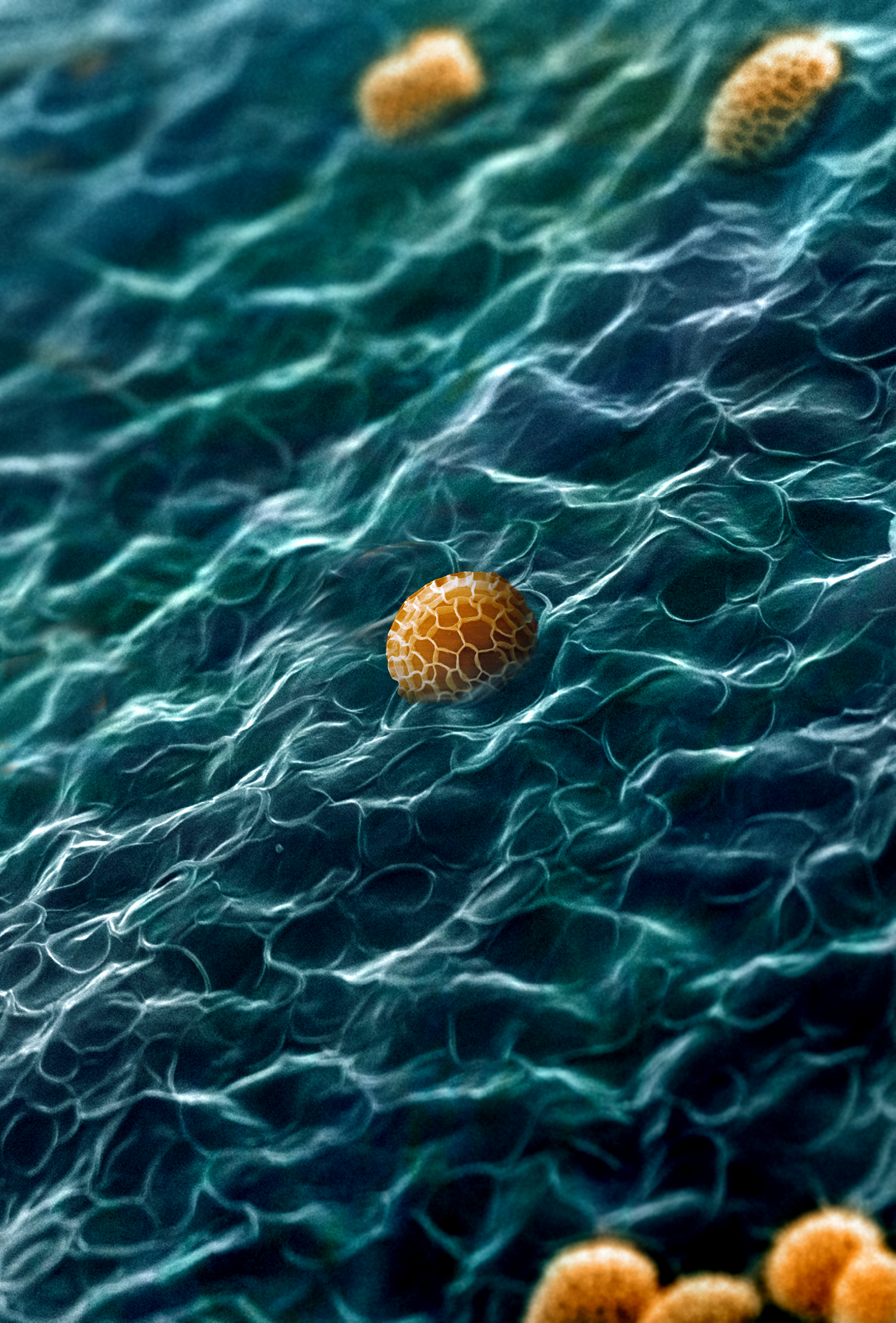
السطح الداخلي لصفينة الفطر الغروي النبيباء الدادكاوية Tubifera dudkae النادر مغطى بطيات

الصَّفِينَة (بالإنجليزية: Peridium)‏ هي الطبقة الواقية التي تحيط بكتلة الأبواغ في الفطريات. هذا الغطاء الخارجي هو سمة مميزة للفطريات البطنية.

## الوصف
اعتمادًا على الأنواع، قد تختلف الصفينة من كونها رقيقة جداً إلى سميكة أو مطاطية أو حتى صلبة. عادة، تتكون الصفينة من طبقة إلى ثلاث طبقات. إذا كانت هناك طبقة واحدة فقط، فإنها تسمى طبقة الصفينة. في حالة وجود طبقتين، فإن الطبقة الخارجية تسمى الصفينة الخارجية والطبقة الداخلية تسمى الصفينة الداخلية. في حالة وجود ثلاث طبقات، فهي الصفينة الداخلية والصفينة الوسيطة والصفينة الخارجية.
في أبسط الأشكال التحت أرضية، تظل الصفينة مغلقًة حتى تنضج الأبواغ، وحتى ذلك الحين لا يظهر أي ترتيب خاص للتفتق، ولكنها يجب أن تتحلل قبل تحرير الأبواغ.

### الفُطر النَّفّاث
بالنسبة لمعظم الفطريات، تكون الصفينة مزينة بحراشف أو أشواك. في الأنواع التي ترتفع فوق سطح الأرض أثناء تطورها، والمعروفة عمومًا باسم «الفُطر النَّفّاث»، عادةً ما يتم تفريق الصفينة إلى طبقتين أو أكثر حيث تتحلل الصفينة الخارجية عادةً إلى ثآليل أو أشواك. في المقابل، تظل الطبقة الداخلية مستمرة وسلسة للحفاظ على الأبواغ. في بعض الأحيان، كما في حالة النيجمة، يكون عدد الطبقات أكبر وتنقسم الصفينة الخارجية في النهاية من القمة إلى عدد متغير من الأجزاء المدببة. ومع ذلك، تظل الصفينة الداخلية سليمة من خلال فتحة محددة في القمة.

### فطر كرات الأرض
في المقابل، تحتوي فطريات كرات الأرض عمومًا على صفينة واحدة فقط يبلغ قطرها من 3 إلى 9 سم. هذه الصفينة الوحيدة هي بشكل عام جامدة وشبيهة بالقشرة. تكون بيضاء عندما تكون مقطوعًة ولكن ورديًة إذا كانت طازجة. يتفاوت لون السطح من البني الأصفر إلى الأصفر الداكن وهو مُرتَّب في حراشف.